# Cornete nasal inferior
El cornete inferior (Concha nasalis inferior) es un hueso de la cara, par, formado cada uno por una lámina ósea compacta, con dos caras, interna y externa, dos bordes y dos extremos.
Se encuentra en la porción inferior de las fosas nasales. Se articula con el etmoides y maxilar superior por arriba, con el unguis por delante y con el palatino por detrás

## Caras
- La cara medial, vuelta hacia el tabique de las fosas nasales, es convexa; su mitad superior es más o menos lisa, mientras que la inferior lleva diversas arrugas y surcos vasculares.
- La cara lateral mira hacia afuera, es cóncava y menos rugosa que la precedente. Limita por dentro el meato inferior.

## Bordes
- Borde inferior. Se encuentra libre dentro de la fosa nasal. Es ligeramente convexo y más grueso en su parte media que en las dos extremidades.
- Borde superior. El borde superior es más delgado y está adherido a la pared externa de la fosa nasal aplicado contra la cara interna del maxilar superior y del palatino. A lo largo de este borde encontramos tres prolongaciones o apófisis que de adelante atrás son:
  - la apófisis lacrimal o nasal, pequeña laminilla cuadrilátera y delgada que completa por abajo y atrás el conducto nasal articulándose a la vez con los dos labios del canal nasal y con el unguis
  - la apófisis maxilar o auricular, mucho más extensa que la precedente la cual se dirige hacia abajo y se aplica contra la pared interior del orificio del seno maxilar y estrechando proporcionalmente este orificio
  - la apófisis etmoidal situada un poco por detrás de la apófisis maxilar, se dirige hacia arriba y atrás y se continúa con la apófisis unciforme del etmoides. La lámina ósea que resulta de la unión de estas dos apófisis se corresponde con la abertura del seno maxilar y modifica naturalmente esta abertura en su forma y dimensiones

## Extremos
Los dos extremos de la concha inferior son:
- Extremo anterior: se articula con el maxilar superior.
- Extremo posterior: se articula con el palatino.

Uno y otro se aplican sobre las crestas anteroposteriores de estos dos huesos. Los dos extremos de la concha inferior son angulosos y terminan en punta: siempre se distingue el posterior por ser más afilado que el anterior.

## Articulaciones
El cornete inferior se articula con tres huesos:
- Por arriba con el etmoides y el maxilar superior
- Por detrás con el palatino

## Estructura
Está formado exclusivamente por hueso compacto y delgado, y se halla enteramente tapizado por la mucosa nasal

## Osificación
Se origina de un solo centro de osificación, el cual se desarrolla muy tardíamente hacia el cuarto o quinto mes de vida extrauterina.
Compacta.